# مانیتاس د پلاتا
مانیتاس دِ پلاتا (اسپانیایی: Manitas de Plata‎؛ ۷ اوت ۱۹۲۱ – ۵ نوامبر ۲۰۱۴) یک موسیقی‌دان و نوازندهٔ گیتار اهل فرانسه بود.
او در خانواده‌ای کولی در جنوب فرانسه به دنیا آمد و نام هنری‌اش به اسپانیایی به معنی «دست‌های کوچک سیمین» است و کم‌کم با گیتارنوازی در گردهمایی کولی‌ها در منطقهٔ کامارگو به شهرت رسید و تنها ۱۰ سال پس از مرگ «جنگو راینهارت» بود که پذیرفت در انظار عمومی به اجرای برنامه بپردازد.
با گذشت زمان، سبک نوازندگی او، توجه محافل هنری را برانگیخت. یکی از ساخته‌هایش باعث شد تا ژان کوکتو نامه‌ای به وی بنویسد و او را یک «آفریننده» بنامد.
وقتی در سال ۱۹۶۴ میلادی، پابلو پیکاسو یکی از اجراهای او را در آرل شنید اظهار داشت، «ارزش این مرد از من بیشتر است!» و سپس روی گیتار او طرحی کشید.
نخستین اجرای او در ایالات متحده آمریکا در سال ۱۹۶۵ میلادی و در تالار کارنگیِ منهتن بود و پس از آن در بسیاری از کشورهای دنیا به اجرای برنامه پرداخت.
مانیتاس دِ پلاتا، پدرِ موریس، ژاک و تونینو بالیاردو (تک‌نواز گروه جیپسی کینگز) و همچنین داییِ فرانسوا (کانو)، نیکلاس و آندره رِیـِس سایر اعضای این گروه بود.
کریس فریمن گیتاریست استرالیاییِ سبکِ فلامنکو نیز از شاگردان او بوده و بعدها اذعان نمود که تحت تأثیر آموزه‌های وی قرار داشته‌است.